# Faschings-Lieder
Faschings-Lieder ist ein Walzer von Johann Strauss (Sohn) (op. 11).

## Vorgeschichte
Seinem erfolgreichen Debüt im Casino Dommayer in Hietzing folgte ein positives Presseecho, das aber nichts daran änderte, dass Johanns Vater weiterhin die Wiener Walzerszene beherrschte und in fast allen renommierten Auftrittsorten zu finden war. Johann Strauss Sohn blieben nur das relativ kleine Casino Dommayer und die eher etwas runtergewirtschafteten Sträußl-Säle im Theaterkomplex in der Josephstadt.
In diesen beiden Orten (Hietzing und Josephstadt) hatte Strauss Sohn als Karnevalsregent das Recht, je einen Benefizball zu veranstalten.

## Aufführung
Sie fand am Rosenmontag, den 3. Februar 1845 in den Sträußl-Sälen statt, die Reaktion der Presse war zunächst verhalten. Erst am 8. Februar erschien im Sammler ein Bericht, der das Benefizkonzert als originell und einen Ort der Freude und Heiterkeit beschrieb. Zudem sei das Konzert sehr gut besucht gewesen und die Dekoration brillant. Insgesamt gesehen war die Berichterstattung aber ein Stück weit von großen Begeisterungsrufen entfernt.

## Publikation des Walzers
Auch der Verleger Mechetti hatte es nicht eilig, diesen Walzer zu publizieren. Erst fast ein Jahr später, im Jänner 1846, erschien der Klavierauszug, und die Orchesterstimmen sind wahrscheinlich nie gedruckt worden.